# Rödvattnet, Värmland
Rödvattnet är en sjö i Arvika kommun i Värmland och ingår i Göta älvs huvudavrinningsområde. Sjön har en area på 0,262 kvadratkilometer och ligger 214,7 meter över havet. Rödvattnet ligger i Rödvattnet-Majendal Natura 2000-område. Vid provfiske har abborre, elritsa, röding och öring fångats i sjön.

## Delavrinningsområde
Rödvattnet ingår i det delavrinningsområde (659713-131468) som SMHI kallar för Utloppet av Rödvattnet. Medelhöjden är 241 meter över havet och ytan är 1,43 kvadratkilometer. Det finns inga avrinningsområden uppströms utan avrinningsområdet är högsta punkten. Vattendraget som avvattnar avrinningsområdet har biflödesordning 4, vilket innebär att vattnet flödar genom totalt 4 vattendrag innan det når havet efter 268 kilometer. Avrinningsområdet består mestadels av skog (82 procent). Avrinningsområdet har 0,26 kvadratkilometer vattenytor vilket ger det en sjöprocent på 18,3 procent.